# Anders Retzius

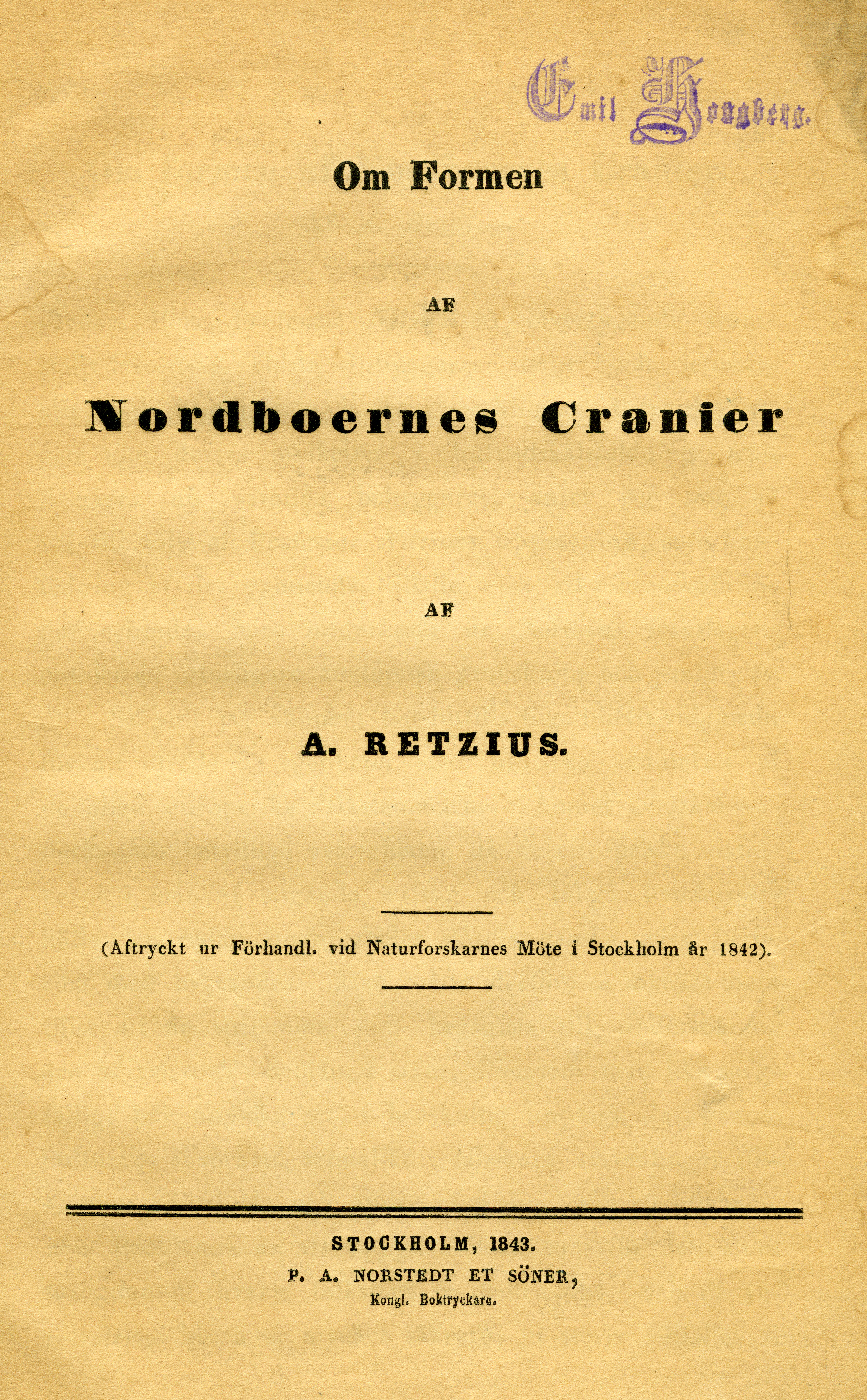
Titelbladet till Om formen af Nordboernes Cranier (1843) av Anders Retzius.

Anders Adolph Retzius, född 13 oktober 1796 i Lund, död 18 april 1860 i Stockholm, var en svensk anatom och etnograf. Retzius uppfann skallindex och skapade en kraniesamling på Karolinska institutet. Han var verksam inom ämnesområdet fysisk antropologi ett område som efter hans död bland annat utvecklades till rasbiologi. Läkaren Gustaf Retzius, som gick i hans fotspår, var hans son.

## Utbildning och gärning
Anders Retzius var son till Anders Jahan Retzius och Ulrica Beata Prytz, och bror till Magnus Kristian Retzius. Han blev student vid Lunds universitet 1812, studerade en tid vid Köpenhamns universitet, speciellt under anatomen Ludvig Jacobsons ledning, blev medicine kandidat 1817, medicine licentiat och kirurgie magister 1818 samt medicine doktor 1819. Han förordnades 1821 till lärare vid Veterinärinstitutet i Stockholm och utnämndes till theoretices professor där 1823. Genom Jöns Jacob Berzelius förmedling blev Retzius 1824 tillförordnad professor i anatomi vid Karolinska institutet. Han utsågs 1830 till dess tillförordnade inspektor och institutets bibliotekarie samt utnämndes 1840 till ordinarie professor i anatomi och inspektor vid detsamma. Till hans insatser hörde skapandet av ett anatomiskt museum samt inrättandet av en kraniesamling, båda vid Karolinska institutet.
Som uppfinnare av "skallindexet" är Anders Retzius en viktig person i rasbiologins historia. Människans kranium indelade han huvudsakligen i långskallar (dolikocefalisk skalle) och kortskallar (brakycefalisk skalle). De långskalliga – nordeuropéerna –  var företagsamma och aggressiva, medan de kortskalliga – slaverna – var konservativa. Hans forskning togs på stort allvar långt in på 1900-talet.
Han var medlem av en mängd lärda samfund inom och utom landet. Så kallades han till ledamot av Vetenskaps- och vitterhetssamhället i Göteborg 1821 (hedersledamot 1855), Fysiografiska sällskapet i Lund 1822, Krigsvetenskapsakademien 1826, Vetenskapsakademien samma år, Vetenskapssocieteten i Uppsala 1832, Lantbruksakademien 1834 (där han var föredragande i lantbruksavdelningen) och Akademien för de fria konsterna 1839, vid vilken han samtidigt nämndes till ord. professor i målaranatomi. Efter hans död insamlade Svenska läkarsällskapet till hans minne en summa om 20 000 kronor, där räntan årligen skulle tilldelas studerande vid Karolinska institutet som uppmuntran för studier i anatomi och fysiologi. En person, som stod läkarkåren nära, men ville vara okänd, lämnade medel till en byst av Retzius. Denna byst, modellerad av Molin och uppställd i Karolinska institutets park, avtäcktes 1863. Medaljer över honom har präglats av Vetenskapsakademien (1867), av Svenska läkaresällskapet (1896) samt av Svenska Sällskapet för Antropologi och Geografi (samma år). 
Anders Retzius gravvård återfinns på Norra begravningsplatsen i Stockholm.
Retzius var först gift med Wendela Sophia Westerberg och sedan med Emelia Sophia Wahlberg. I andra äktenskapet föddes Gustaf Retzius.

## Fotogalleri

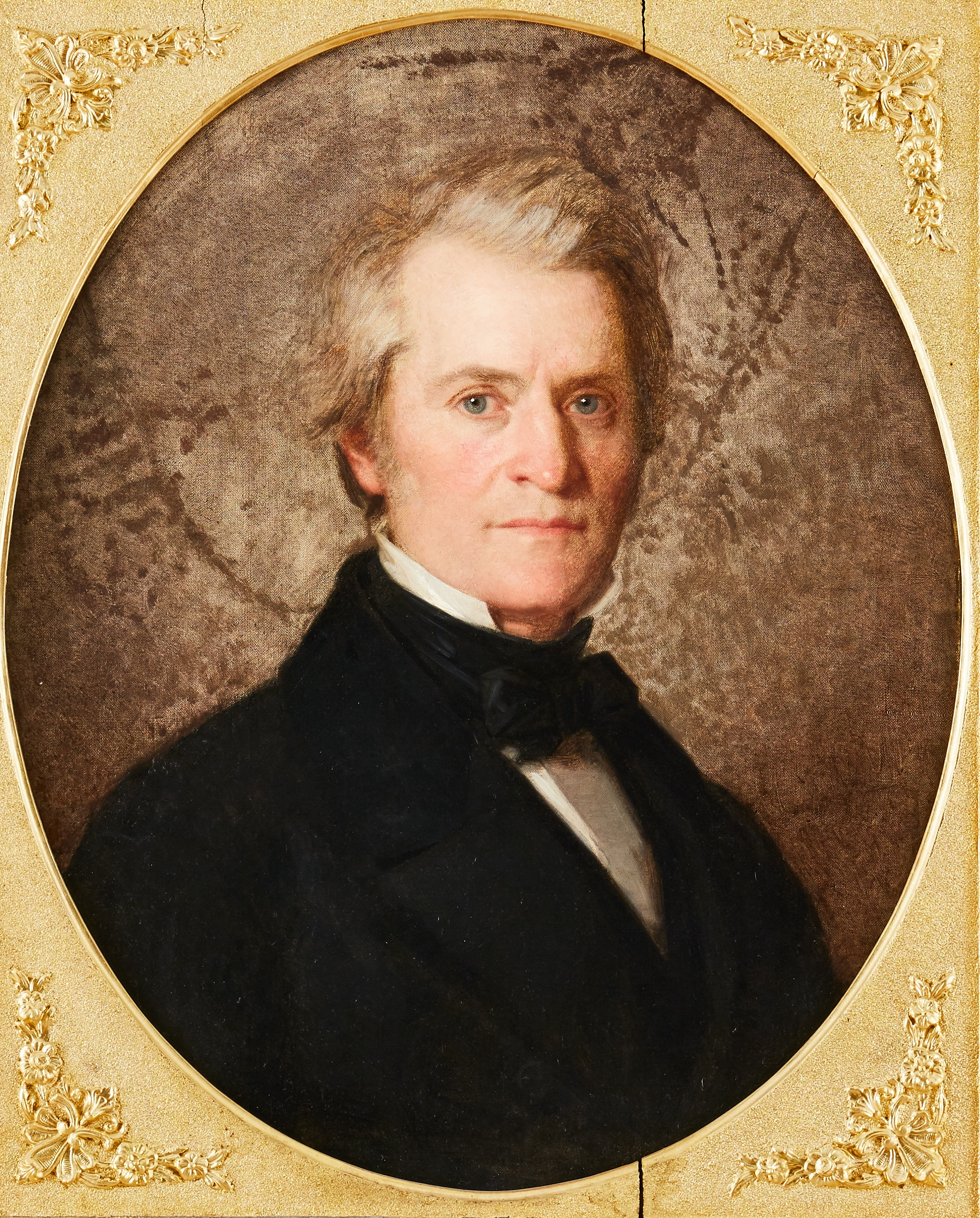
Retzius på en målning av Uno Troili.
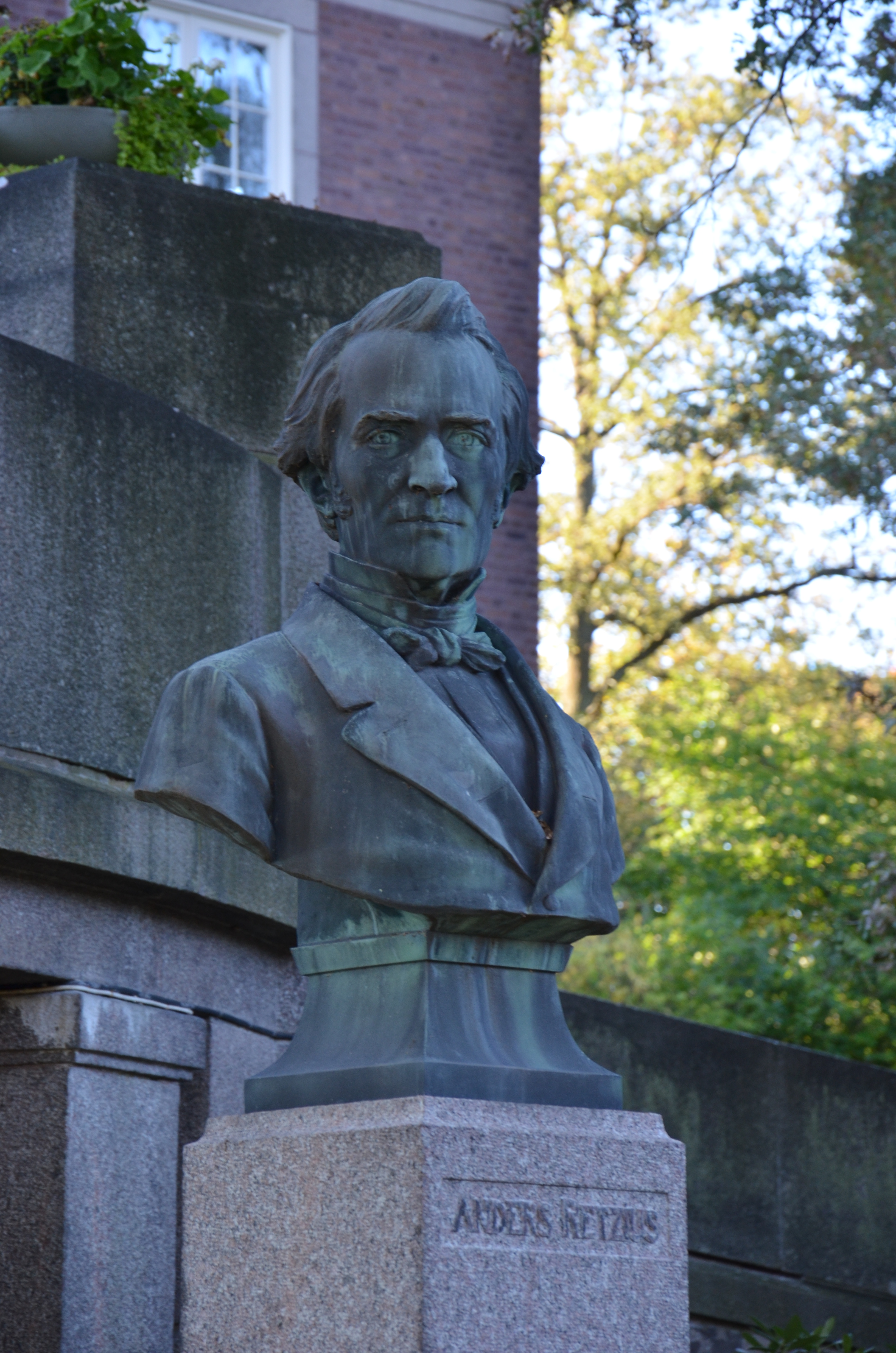
Byst utanför Kungliga Vetenskapsakademien i Stockholm
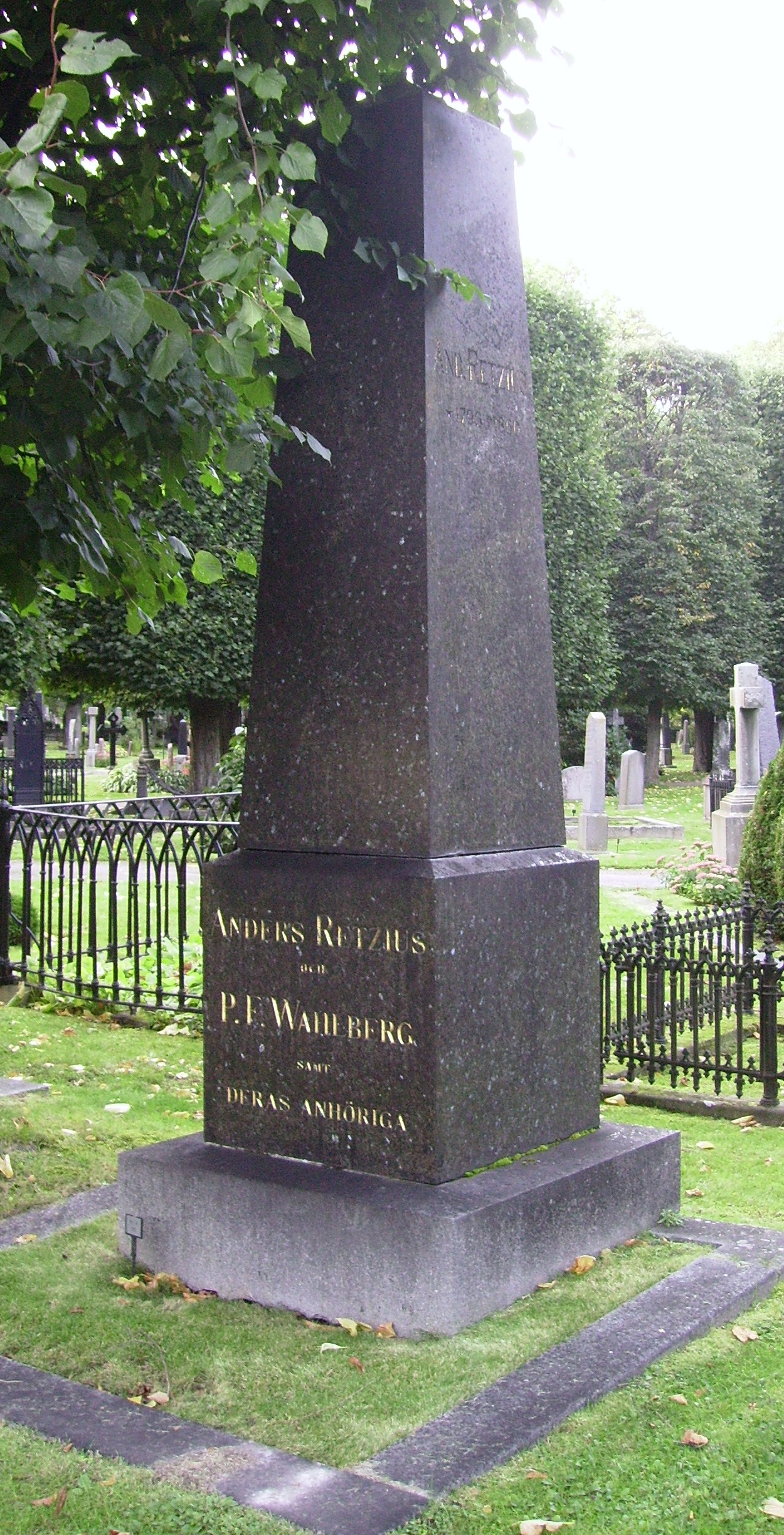
Anders Retzius gravvård på Norra begravningsplatsen i Stockholm
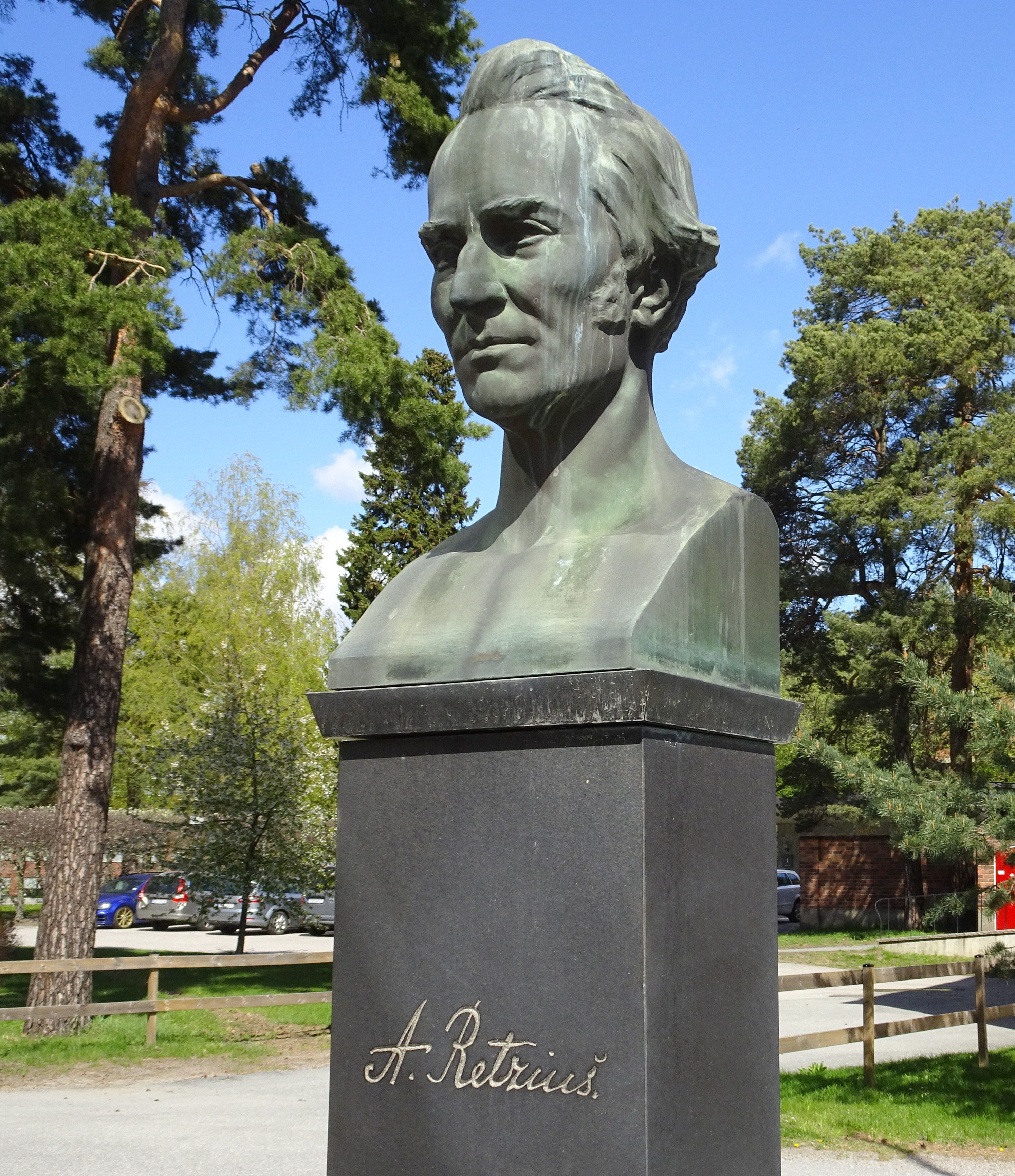
Anders Retzitus byst utanför Retziuslaboratoriet